# Yeda
Yedá o Yeda, a veces escrito Yida (en árabe: جِدَّة‎, romanizado: ŷidda, lit. 'Ribera, orilla'), es la segunda ciudad más grande de Arabia Saudita con unos 3,4 millones de habitantes. En 2014, la Unesco declaró el centro histórico de Yeda Patrimonio de la Humanidad.
Con una población de unos 4.697.000 habitantes en 2021, Yeda es la ciudad más grande de la provincia de La Meca y de la región histórica de Hiyaz, la segunda ciudad más grande de Arabia Saudita (después de la capital Riad) y la novena más grande de Oriente Próximo. También es el centro administrativo de la Organización de Cooperación Islámica. El puerto Islámico de Yeda, en el mar Rojo, es el trigésimo sexto puerto marítimo más grande del mundo y el segundo puerto marítimo más grande y de mayor tráfico de Oriente Próximo (tras el Puerto de Jebel Ali de Dubái).
Yeda es la principal puerta de entrada a La Meca, la ciudad más sagrada del islam, 65 km al este, mientras que Medina, la segunda ciudad más sagrada, está a 360 km al norte. Desde el punto de vista económico, Yeda se centra en seguir desarrollando la inversión de capital en el liderazgo científico y de ingeniería dentro de Arabia Saudita y Oriente Próximo. Yeda ocupó el cuarto lugar en la región de África, Oriente Medio y 'están en el Índice de Ciudades Innovadoras en 2009.
Yeda es uno de los destinos turísticos de Arabia Saudita. Dada la proximidad de la ciudad al mar Rojo, la pesca y el marisco dominan la cultura gastronómica, a diferencia de otras partes del país. En árabe, el lema de la ciudad es Jeddah Ghair en su transliteración literal, que se traduce como «Yeda es diferente». El lema se ha extendido tanto entre los lugareños como entre los visitantes extranjeros.

## Historia

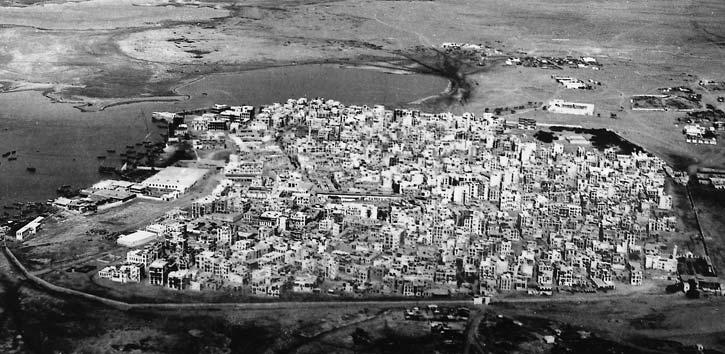
Yedá en 1938

### Antes del islam
Los vestigios de una actividad temprana en la zona están atestiguados por algunas inscripciones thamúdicas excavadas en Wadi Briman (وادي بريمان), al este de la ciudad, y Wadi Boweb (وادي بويب), al noroeste de la ciudad. La mashrabiya más antigua hallada en Yedá data de la época preislámica.[cita requerida]
Algunos creen que Yedá ya estaba habitada antes de Alejandro Magno, que realizó una expedición naval al mar Rojo, por pescadores de dicho mar, que la consideraban un centro desde el que salían a navegar al mar, así como un lugar de descanso y bienestar. Según el Ministerio del Hayy, Yedá lleva asentada más de 2500 años.
Las excavaciones de la ciudad antigua han interpretado que Yeda fue fundada como aldea de pescadores por la tribu yemení Quda'a (en árabe: بني قضاعة‎), que abandonaron el centro de Yemen para establecerse en La Meca tras el derrumbamiento de la presa Sad (presa) presa de Marib en Yemen en el año 115 a. C.

### Bajo los Califatos
Yeda alcanzó prominencia por primera vez alrededor del año 647 d. C., cuando el tercer califa musulmán, Uthman Ibn Affan, lo convirtió en puerto convirtiéndolo en el puerto de La Meca en lugar del puerto de Al Shoaib, al suroeste de La Meca.
El califato omeya heredó todo el califato Rashidun, incluido el Hiyaz, y gobernó desde el 661 hasta el 750 d. C. En el año 702 d. C., Yeda fue ocupada brevemente por piratas del Reino de Axum. Sin embargo, siguió teniendo un puerto civil clave, que servía a pescadores y peregrinos que viajaban por mar para el Hajj. También se cree que el Sharifdom de La Meca, virrey honorario de la tierra santa, fue nombrado por primera vez en este periodo del califato islámico [cita requerida]. Yeda se estableció como ciudad principal de la histórica provincia de Hijaz y puerto histórico para los peregrinos que llegaban por mar para realizar su peregrinación Hajj en La Meca.[cita requerida]
En 750, en la Revolución Abasí, el Abasíes consiguió hacerse con el control de casi todo el Imperio Omeya, excluyendo Marruecos (Magreb) y el España (al-Ándalus).[cita requerida] A partir del año 876, Yeda y sus alrededores se convirtieron en objeto de guerras entre los abbasíes y los tulúnidas de Egipto, que llegaron a controlar los emiratos de Egipto, Siria, Jordania y Hiyaz. La lucha de poder entre los gobernadores tuluníes y los abbasíes por el control de Hiyaz duró casi 25 años, hasta que los tuluníes se retiraron finalmente de Arabia en el año 900 d. C.[cita requerida].
En el año 930 d. C., las principales ciudades hejazíes de Medina, La Meca y Taif fueron fuertemente saqueadas por los qarmatianos. Es probable, aunque no está confirmado históricamente, que la propia Yeda fuera atacada por los qarmatianos.[cita requerida]
Poco después, a principios de 935, la Ikhshidids, el nuevo poder en Egipto, tomó el control de la región del Hiyaz. No hay registros históricos que detallen la dominación ijshidí del Hiyaz. En ese momento, Yeda seguía sin fortificar y sin murallas.[cita requerida]

### Fatimíes, ayubíes y mamelucos

Tabula Rogeriana, una reproducción de uno de los primeros mapamundis más avanzados, realizado por Muhammad al-Idrisi en 1154, muestra la ubicación de Yeda. Se trata de una orientación sur-arriba del mapa.

En el año 969 d. C., los fatimíes de Argelia arrebataron el control de Egipto a la Gobernadores Ikhshidíes de los Abbasíes y ampliaron su imperio a las regiones circundantes, incluidos El Hiyaz y Yeda. Los fatimíes desarrollaron una extensa red comercial tanto en el Mediterráneo como en el océano Índico a través del mar Rojo. Sus lazos comerciales y diplomáticos se extendieron hasta China y su dinastía Song, lo que acabó determinando el rumbo económico de Tihamah durante la Alta Edad Media.
Tras la conquista de Jerusalén por Saladino en 1171, se proclamó sultán de Egipto, tras disolver el Califato Fatimí a la muerte de al-Adid, estableciendo así la dinastía Ayubí. Las conquistas ayyubíes en el Hiyaz incluyeron Yeda, que se unió al Imperio ayyubí en 1177 durante el liderazgo de Sharif Ibn Abul-Hashim Al-Thalab (1094-1201). Durante su relativamente breve mandato, los ayubíes marcaron el comienzo de una era de prosperidad económica en las tierras que gobernaban, y las facilidades y el patrocinio proporcionados por los ayubíes condujeron a un resurgimiento de la actividad intelectual en el mundo islámico. Este periodo también estuvo marcado por un proceso ayyubí de fortalecimiento vigoroso del dominio musulmán suní en la región mediante la construcción de numerosas madrasas' (escuelas islámicas) en sus ciudades principales. Yeda atrajo a marineros y mercaderes musulmanes de Sindh, Sudeste Asiático y África Oriental, así como de otras regiones lejanas.
En 1254, tras los acontecimientos de El Cairo y la disolución del Imperio Ayubí, Hiyaz pasó a formar parte del Mamluk.
El explorador portugués Vasco da Gama, tras dar la vuelta al Cabo y obtener pilotos de la costa de Zanzíbar en 1497 d. C., atravesó el océano Índico hasta las costas de Malabar e Calicut, atacó las flotas que transportaban mercancías y peregrinos musulmanes desde la India hasta el mar Rojo y sembró el terror entre los potentados de los alrededores.  Los príncipes de Guyarat y Yemen pidieron ayuda a Egipto. En consecuencia, el sultán Al-Ashraf Qansuh al-Ghawri armó una flota de 50 navíos bajo el mando del gobernador de Yeda, Huseín el Kurdo (alias Mirocem). La ciudad fue pronto fortificada con una muralla, utilizando mano de obra forzada, como puerto de refugio de los portugueses, permitiendo proteger Arabia y el mar Rojo.

### Imperio otomano

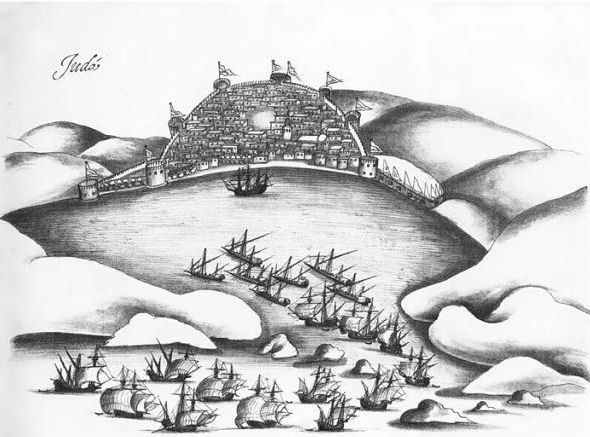
Ataque portugués 1517 por Gaspar Correia (c. 1496-1563) - originalmente de Lendas da India por Gaspar Correia.

En 1517, los turcos otomanos conquistaron el sultanato mameluco en Egipto y Siria, durante el reinado de Selim I.

## Demografía
La población de Yedá es de 3 400 000 habitantes en el casco urbano y en el área metropolitana unos 3 800 000 habitantes. Está entre las cien áreas metropolitanas más pobladas del mundo. Es en esta localidad donde los musulmanes creen que se encuentra la tumba de Eva, la primera mujer creada por Dios.
Los otomanos reconstruyeron las débiles murallas de Yedá en 1525 tras el deterioro que sufrieron ante los ataques de Lopo Soares de Albergaria durante el Asedio de Yeda (1517). La nueva muralla de piedra incluía seis torres de vigilancia y seis puertas de la ciudad. Se construyeron para defenderse del ataque portugués. De las seis puertas, la Puerta de La Meca era la oriental y la Puerta del Al-Magharibah, que daba al puerto, era la occidental. La puerta de Sharif estaba orientada al sur. Las otras puertas eran la Puerta de Al-Bunt, la Puerta de Al-Sham (también llamada Puerta de Al-Sharaf) y la Puerta de Medina, orientadas al norte. Los turcos también construyeron La Qishla de Yeda, un pequeño castillo para los soldados de la ciudad. En el siglo XIX, estas siete puertas se minimizaron en cuatro puertas gigantes con cuatro torres. Estas puertas gigantes eran la Puerta de Sham al norte, la Puerta de La Meca al este, la Puerta de Sharif al sur y la Puerta de Al-Magharibah en la orilla del mar.
Yeda se convirtió directamente en un eyalato otomano, mientras que el resto del Hiyaz bajo Sharif Barakat II pasó a ser un estado vasallo del Imperio otomano 8 años después del asedio de Yeda en 1517, el portugués intento por segunda vez en 1541 atacar portugués pero fue Repulsado.
Partes de la muralla aún sobreviven hoy en día en la ciudad vieja. Aunque los portugueses fueron repelidos con éxito de la ciudad, las flotas del océano Índico estaban a su merced. Prueba de ello fue el Batalla de Diu. El cementerio de los soldados portugueses aún se puede encontrar hoy en día dentro de la ciudad vieja y se conoce como el lugar del Fosas cristianas.
Ahmed Al-Jazzar, el militar otomano conocido principalmente por su papel en el Siege of Acre, pasó la primera parte de su carrera en Yeda. Allí, en 1750, mató a unos setenta nómadas amotinados en represalia por el asesinato de su comandante, Abdalá Beg, lo que le valió el apodo de jezzar (carnicero).
El 15 de junio de 1858, los disturbios en la ciudad, que se cree que fueron instigados por un antiguo jefe de policía en reacción a la política británica en el mar Rojo, condujeron a la masacre de 25 cristianos, entre ellos los cónsules británico y francés, miembros de sus familias y ricos comerciantes griegos. La fragata británica HMS Cyclops, anclada en el puerto, bombardeó la ciudad durante dos días en represalia.

### Primer Estado Saudí y Guerra otomano-saudí
En 1802, Fuerzas neyíes conquistaron tanto La Meca como Yedá a los otomanos. Cuando Sharif Ghalib Efendi informó al Sultán Mahmud II de ello, el sultán ordenó a su virrey egipcio Mehemet Alí Pasha que retomara la ciudad. Mehmet Alí recuperó con éxito la ciudad mediante la batalla de Yeda de 1813.

### Primera Guerra Mundial y Reino Hachemí
.

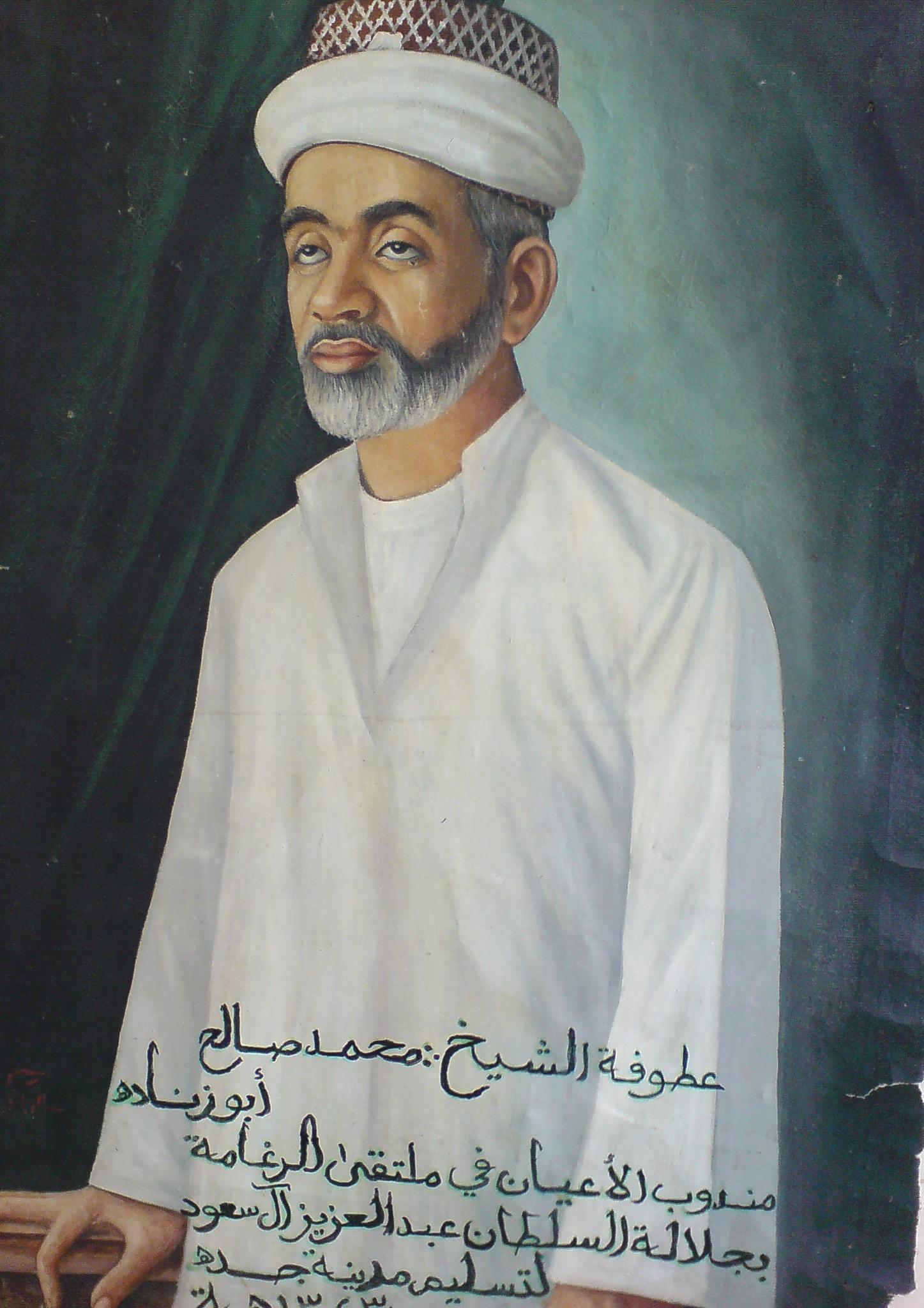
Mohamed Abu Zenada, uno de los jefes de Yedá y consejero del Sharif durante la rendición ante Rey Abdulaziz Ibn Saud en 1925

Durante la Primera Guerra Mundial, Sharif Huseín bin Ali declaró una revuelta contra el Imperio otomano, buscando la independencia de los turcos otomanos y la creación de un solo estado árabe unificado que abarcara desde Alepo en Siria hasta Adén en Yemen.
El rey Husein declaró el Reino de Hiyaz. Más tarde, Huseín se vio envuelto en una guerra con Ibn Saud, que era el sultán de Nejd. Huseín abdicó tras la caída de La Meca, en diciembre de 1924, y su hijo Ali bin Huseín se convirtió en el nuevo rey.

### Reino de Arabia Saudí

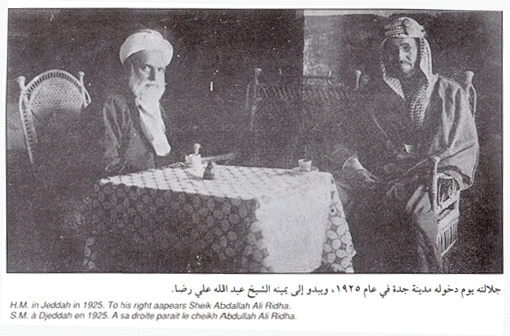
Rey Abdulaziz sentado con Abdalá Ali Reda el día que entró en Yeda en 1925

Unos meses más tarde, Ibn Saud, cuyo clan era originario de la provincia central de Nejd, conquistó Medina y Yedá mediante un acuerdo con los yedaníes tras la segunda batalla de Yeda. Destituyó a Ali bin Huseín, que huyó a Bagdad y acabó estableciéndose en Amán, Jordania, donde sus descendientes pasaron a formar parte de la realeza hachemí.
Como resultado, Yeda quedó bajo el dominio de la Dinastía Al-Saud en diciembre de 1925. En 1926, Ibn Saud añadió el título de rey de Hiyaz a su cargo de sultán de Nejd.[cita requerida] En la actualidad, la urbe ha perdido su papel histórico en la política peninsular después de que quedara dentro de la nueva provincia de La Meca, cuya capital provincial es la ciudad homónima.
De 1928 a 1932, se construyó el nuevo palacio de Khuzam como nueva residencia del rey Abdul Aziz en Yeda. El palacio se encuentra al sur de la antigua ciudad amurallada y fue construido bajo la supervisión del ingeniero Mohamed bin Awad bin Laden. Después de 1963, el palacio se utilizó como casa de huéspedes reales; desde 1995, alberga el Museo Regional de Arqueología y Etnografía.
Las murallas y puertas que quedaban de la ciudad antigua fueron demolidas en 1947. En 1982, un incendio destruyó algunos edificios antiguos del centro de la ciudad vieja, llamado Al-Balad, pero aún se conservan muchos. En 1979 se realizó un estudio casa por casa de los barrios antiguos, que demostró que aún existían unos 1.000 edificios tradicionales, aunque el número de estructuras con gran valor histórico era mucho menor. En 1990 se fundó un Departamento de Preservación de la Zona Histórica de Yeda.
La ciudad moderna se ha expandido mucho más allá de sus antiguos límites. La zona edificada se expandió principalmente hacia el norte a lo largo de la costa del mar Rojo, alcanzando el nuevo aeropuerto durante la década de 1990 y desde entonces bordeándolo hacia el arroyo Ob'hur, a unos 27 km (17 mi) del antiguo centro de la ciudad.
En octubre de 2021, las autoridades saudíes, encabezadas por Mohamed bin Salmán, iniciaron un plan de demolición a gran escala y desalojo en barrios de la zona meridional de Yeda para dejar paso al Proyecto Central de Yeda, un proyecto de revitalización en el marco de Visión Saudí 2030. Las demoliciones afectaron a 558.000 personas en más de 60 barrios. Amnistía Internacional confirmó a través de documentos oficiales que a algunos de los residentes se les notificaron los desalojos sólo 24 horas antes, mientras que a otros se les avisó entre 1 y 6 semanas antes. En algunos casos se escribió "evacuar" en los edificios, mientras que los medios de comunicación estatales y las vallas publicitarias informaron de las demoliciones a otros. Los medios de comunicación estatales saudíes afirmaron que la mayoría de los barrios afectados estaban "plagados de enfermedades, delincuencia, drogas y robos" y albergaban predominantemente a inmigrantes indocumentados. En enero de 2022, las autoridades saudíes anunciaron un plan de compensación que incluía al 47% de las personas desalojadas.

## Arquitectura

### Puerto
Su puerto marítimo es el más importante de dicho país. Está situada en el emirato de La Meca, región del Hiyaz, costa oeste de la península arábiga.
Fue el principal puerto de ese territorio (semiindependiente bajo dominio otomano, independiente tras la Primera Guerra Mundial) hasta que en 1924 fue conquistado por los saudíes y anexionado a su reino de Arabia central (en 1933 ambos territorios pasarían a llamarse Arabia Saudita).

### Proyectos
En esta ciudad se está construyendo la torre Jeddah, la que será junto a la Dubai Creek Tower la estructura más alta de la historia, con más de mil metros de altitud.

## Educación
En Yedá se localizan numerosas universidades, entre las que se destacan:
- Universidad Rey Abdulaziz
- Universidad Abierta Árabe
- Universidad de Ciencia y Tecnología Rey Abdalá

## Deporte
Yida es la sede de los clubes de fútbol Al-Ittihad Jeddah Club y Al-Ahli Saudi FC. Los dos equipos juegan sus respectivos partidos en el Estadio Rey Abdullah, que está emplazado en la parte septentrional de la ciudad, cerca del Aeropuerto Rey Abdulaziz.
A partir de 2021 acoge un Gran Premio de Fórmula 1 en sus calles por la noche. Este es conocido como GP de Arabia Saudita.

## Problemas de inundaciones
Yida ha estado históricamente afectada por inundaciones intensas. En el año 2009, las inundaciones mataron a 123 personas y a unas 10 personas dos años más tarde. 
En noviembre de 2018 las inundaciones causaron la aparición de al menos 34 grietas en la infraestructura de carreteras. Las autoridades desplegaron equipos de rescate para evacuar a más de 1000 personas atrapadas en inundaciones repentinas menos de dos semanas después de una tormenta que mató a 21 personas en las cercanías del mar Rojo.

## Ciudades hermanadas
| - Adana, Mediterráneo, Turquía. - Alejandría, Egipto. - Almaty, Kazajistán. - Amán, Jordania. - Bakú, Azerbaiyán. - Casablanca, Gran Casablanca, Marruecos. - Dubái, Emiratos Árabes Unidos. - El Cairo, Egipto. - Estambul, Mármara Turquía. - Gorzów Wielkopolski, Lebus Polonia. - Johor Bahru, Johor, Malasia. - Karachi, Sind, Pakistán. - Kazán, Volga, Rusia. - Kuching, Sarawak, Malasia. - Los Ángeles, California, Estados Unidos. | - Marbella, Andalucía, España. - Mary, Turkmenistán. - Medan, Sumatra Septentrional, Indonesia. - Nápoles, Campania, Italia. - Odesa, Ucrania. - Orán, Argelia. - Osh, Kirguistán. - Pekanbaru, Riau, Indonesia. - Plovdiv, Bulgaria. - Río de Janeiro, Brasil. - San Petersburgo, Noroeste, Rusia. - Shimonoseki, Prefectura de Yamaguchi, Japón. - Surabaya, Java Oriental, Indonesia. - Stuttgart, Baden-Wurtemberg, Alemania. | - Xi'an, Shaanxi, China. - Yakarta, Indonesia. |

## Galería fotográfica

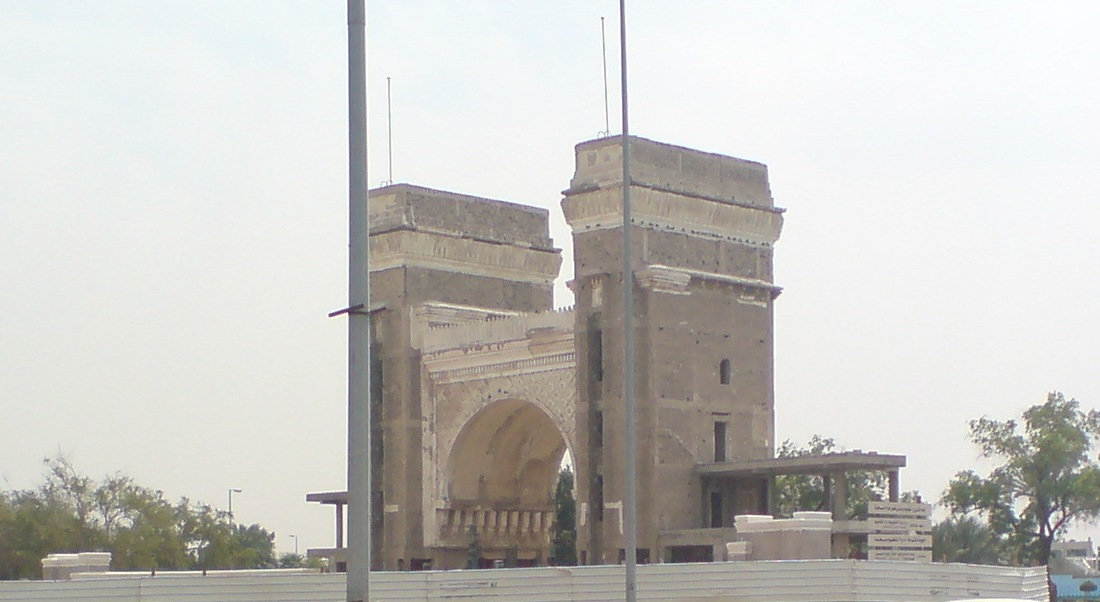
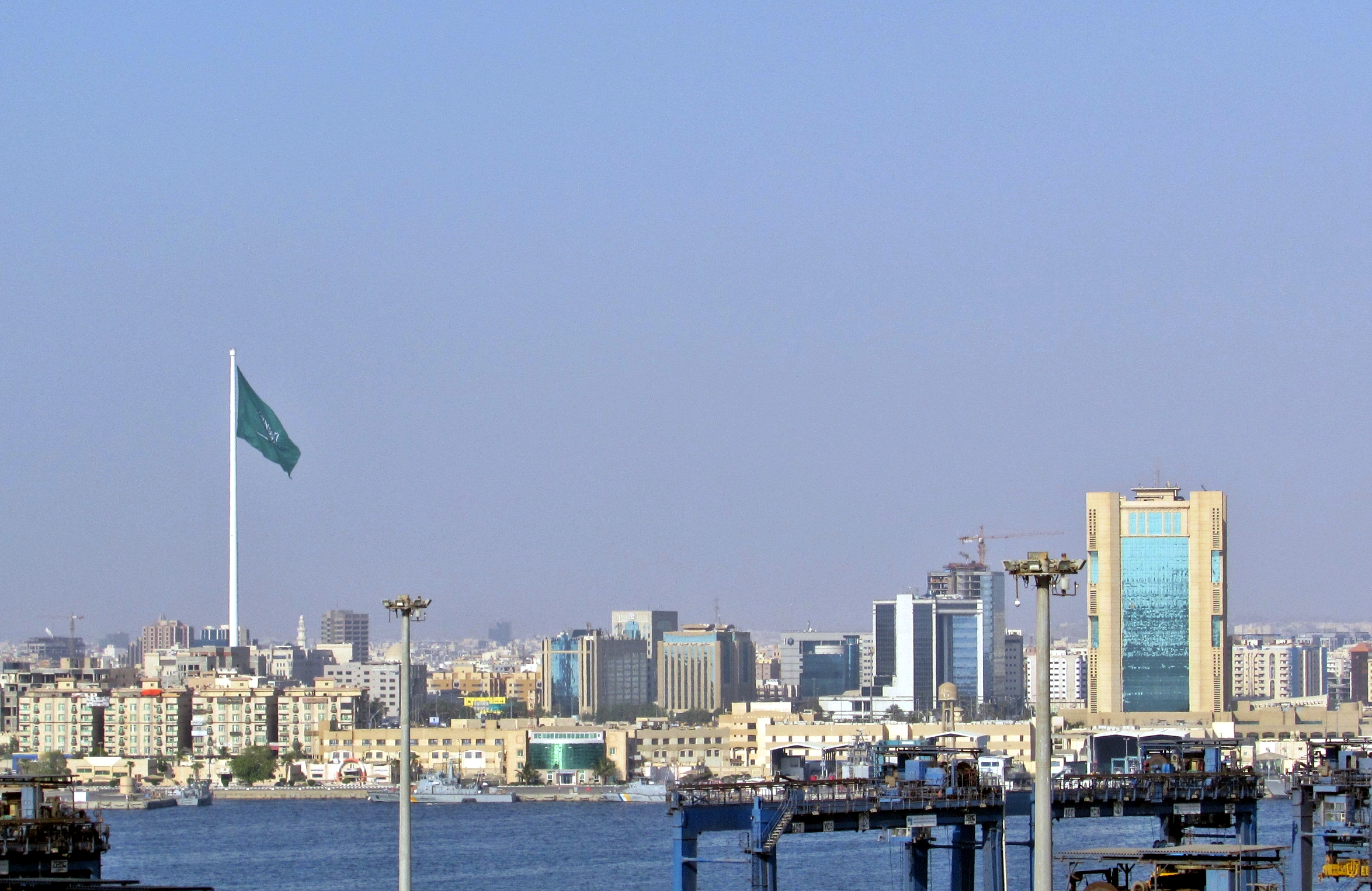